# Woyo Coulibaly
Woyo Coulibaly (Gonesse, 26 maggio 1999) è un calciatore francese, difensore del Leicester City.

## Biografia
Nato in Francia, ha origini maliane.

## Carriera

### Le Havre
Cresciuto nel settore giovanile del Le Havre, ha esordito in prima squadra il 2 agosto 2019 disputando l'incontro di Ligue 2 pareggiato 1-1 contro il Niort. Conclude la stagione 2019-2020 con complessive 11 presenze in campionato (più una presenza in Coppa di Francia ed una presenza in Coppa di Lega), mentre nella stagione successiva gioca 26 partite sempre in Ligue 2.

### Parma
Il 30 agosto 2021, dopo aver giocato 2 partite nella Ligue 2 2021-2022, viene acquistato dal Parma, club di Serie B. Il 1º aprile 2023 segna la sua prima rete con la maglia dei crociati, nella vittoria interna per 2-1 sul Palermo. Nella stessa stagione contribuisce alla qualificazione ai play-off per la promozione in Serie A chiudendo il campionato in quarta posizione, play-off dai quali verrà eliminato il 30 maggio 2023 in occasione del match contro il Cagliari perso 3-2. 
Nella stagione 2023-24 riesce a conquistare la promozione in Serie A contribuendo alla vittoria del campionato di Serie B. La stagione successiva debutta in Serie A il 17 agosto 2024 in occasione del match poi finito 1-1 contro la Fiorentina.
Il 6 ottobre 2024 in occasione della partita pareggiata 0-0 contro il Bologna prende il suo primo cartellino rosso.

### Leicester City
Il 15 gennaio 2025 viene acquistato dal Leicester City, club inglese di Premier League.

## Statistiche

### Presenze e reti nei club
Statistiche aggiornate al 15 gennaio 2025.
| Stagione          | Squadra           | Campionato        | Campionato | Campionato | Coppe nazionali | Coppe nazionali | Coppe nazionali | Coppe continentali | Coppe continentali | Coppe continentali | Altre coppe | Altre coppe | Altre coppe | Totale | Totale |
| Stagione          | Squadra           | Comp              | Pres       | Reti       | Comp            | Pres            | Reti            | Comp               | Pres               | Reti               | Comp        | Pres        | Reti        | Pres   | Reti   |
| ----------------- | ----------------- | ----------------- | ---------- | ---------- | --------------- | --------------- | --------------- | ------------------ | ------------------ | ------------------ | ----------- | ----------- | ----------- | ------ | ------ |
| 2017-2018         | Le Havre 2        | N2                | 13         | 0          | -               | -               | -               | -                  | -                  | -                  | -           | -           | -           | 13     | 0      |
| 2018-2019         | Le Havre 2        | N2                | 21         | 0          | -               | -               | -               | -                  | -                  | -                  | -           | -           | -           | 21     | 0      |
| 2019-2020         | Le Havre 2        | N3                | 3          | 0          | -               | -               | -               | -                  | -                  | -                  | -           | -           | -           | 3      | 0      |
| Totale Le Havre 2 | Totale Le Havre 2 | Totale Le Havre 2 | 37         | 0          |                 | -               | -               |                    | -                  | -                  |             | -           | -           | 37     | 0      |
| 2019-2020         | Le Havre          | L2                | 10         | 0          | CF+CdL          | 1+1             | 0               | -                  | -                  | -                  | -           | -           | -           | 12     | 0      |
| 2020-2021         | Le Havre          | L2                | 26         | 0          | CF              | 0               | 0               | -                  | -                  | -                  | -           | -           | -           | 26     | 0      |
| ago. 2021         | Le Havre          | L2                | 2          | 0          | CF              | -               | -               | -                  | -                  | -                  | -           | -           | -           | 2      | 0      |
| Totale Le Havre   | Totale Le Havre   | Totale Le Havre   | 38         | 0          |                 | 2               | 0               |                    | -                  | -                  |             | -           | -           | 40     | 0      |
| ago. 2021-2022    | Parma             | B                 | 22         | 0          | CI              | -               | -               | -                  | -                  | -                  | -           | -           | -           | 22     | 0      |
| 2022-2023         | Parma             | B                 | 18+2       | 1          | CI              | 2               | 0               | -                  | -                  | -                  | -           | -           | -           | 22     | 1      |
| 2023-2024         | Parma             | B                 | 26         | 0          | CI              | 3               | 0               | -                  | -                  | -                  | -           | -           | -           | 29     | 0      |
| 2024-gen. 2025    | Parma             | A                 | 14         | 0          | CI              | 1               | 0               | -                  | -                  | -                  | -           | -           | -           | 15     | 0      |
| Totale Parma      | Totale Parma      | Totale Parma      | 80+2       | 1          |                 | 6               | 0               |                    | -                  | -                  |             | -           | -           | 88     | 1      |
| gen.-giu. 2025    | Leicester City    | PL                | 4          | 0          | FACup+CdL       | -               | -               | -                  | -                  | -                  | -           | -           | -           | 4      | 0      |
| Totale carriera   | Totale carriera   | Totale carriera   | 161        | 1          |                 | 8               | 0               |                    | -                  | -                  |             | -           | -           | 169    | 1      |

## Palmarès

### Club
- Campionato italiano di Serie B: 1

Parma: 2023-2024